# Domain Name System

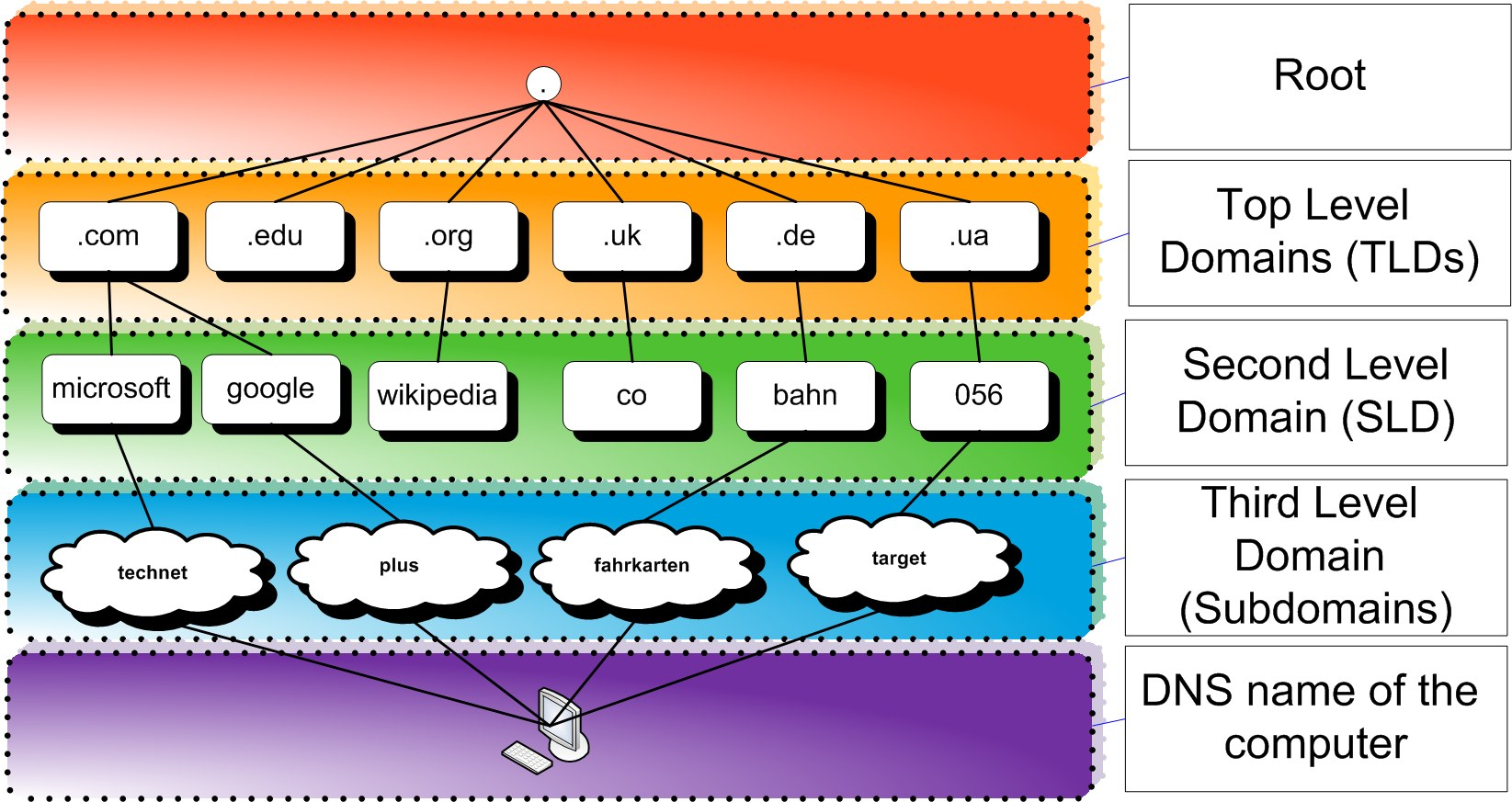
ドメインの階層構造

Domain Name System（ドメイン・ネーム・システム、DNS）とは、コンピュータネットワーク上のホスト名や電子メールのアドレスに使われるドメイン名と、IPアドレスとの対応づけ（正引き、逆引き）を管理するために使用されているシステムである。後述の通りインターネットのシステムとして開発されているが、インターネットに限定したシステムではなく、それ以外のネットワークでも応用できる。
1983年に、インターネットを使った階層的な分散型データベースシステムとして、Information Sciences Institute（ISI）のポール・モカペトリスとジョン・ポステルにより開発された。
インターネットに接続されているすべてのコンピュータは、固有のIPアドレスを持っている。インターネット上のコンピュータにアクセスするためには、そのコンピュータの IPアドレスを知る必要がある。しかし、IPアドレスは0から255までの数値を4つ組み合わせ（IPv4の場合）で表現されるため、人間には記憶しにくい。そのため、IPアドレスを文字列で扱うことができるような機構として、インターネットドメイン名が考案された。そして、ドメイン名からIPアドレスを引き出す機能（正引き）が、DNSの代表的な機能である。このほか、ドメイン名に関連するメールサーバ情報なども取り扱っている。

## 動作
DNSは、ホスト名（たとえばja.wikipedia.org）の入力に対して、DNSサーバと呼ばれるコンピュータを参照し、そのホストが持つIP アドレス（たとえば130.94.122.197）を検索するシステムである。喩えるならば、DNSは「（決して重複しないよう制限されて名付けられた前提での）氏名」から電話番号を自動で調べる電話帳である。
たとえば、ウェブブラウザにURIを入力してネットワークにアクセスする際、ブラウザはURIを解析して、アクセスすべきWebサーバのホスト名を取り出し、後述のリゾルバAPIに渡す。リゾルバAPI（通常はOS内部での働き）は、Webサーバのホスト名をDNSサーバに問い合わせて返ってきたIPアドレスにより、ホスト名をIPアドレスに変換してブラウザに返す。ブラウザは、得られたIPアドレスを使用して、Webサーバとの通信を開始する。このようにしてブラウザはインターネットにアクセスする。
ホスト名から、そのホストにアクセスするためのIPアドレスを得ることを、ホスト名の「解決」（resolve）と呼び、これを行うためのクライアント側のしくみやプログラムを「リゾルバ」（resolver）または「ネームリゾルバ」という。
DNSに格納されている情報を「レコード」（DNSレコード、リソースレコード）と呼ぶ。レコードは格納する情報によって種類が分類分けされている。レコードの種類は「DNSレコードタイプの一覧」を参照。
この情報は、インターネット上のいくつものコンピュータ（DNSサーバ）に分散して格納されている。インターネットには莫大な数のコンピュータが接続されており、これらのホスト名と IPアドレスは日々更新されつづけているため、インターネット上のすべてのホスト名を一台のコンピュータで集中管理することは現実的ではなかった。そのためインターネット上のコンピュータをある単位で区分けして、それぞれのグループがもつデータをグループごとのコンピュータに別々に管理させるようにした。これが DNS の基本的なアイデアである。このグループをドメインと呼ぶ。各グループには英数字とハイフン（ - ）からなるラベル（ドメイン名）がつけられており、異なるドメインの情報は異なるコンピュータに格納される。
今でこそDNSはホスト名とIPアドレスの対応づけに使用されるのがほとんどだが、もともとは電子メールの配送方法やコンピュータの機種名を登録するなどといった用途も考えられていた。
ドメイン名は階層的な構造をもっている。たとえばja.wikipedia.orgというホスト名はja、wikipedia、orgという3つの階層に区切ることができる。ja.wikipedia.orgというホストはwikipedia.orgドメインに所属しており、このドメインはさらにorgドメインに所属している。ドメイン名は一個の巨大な木構造をなしており、この構造をドメイン名前空間（Domain Name Space）と呼ぶ。ドメイン名前空間は頂点に.（ルート）ノードを持ち、そこから.com、.org、.jp などの各トップレベルドメイン（TLD）が分かれている。
各ドメインはゾーンと呼ばれる管轄に分けて管理されている。ゾーンはドメイン名前空間上のある一部分に相当し、それぞれのゾーンは独立したDNSコンテンツサーバと呼ばれるコンピュータによって管理されている（ドメイン名の委譲）。DNSコンテンツサーバは、管理しているゾーンのホスト名とIPアドレスの組を記述したデータベースを持っており、クライアントマシン（あるいはDNSキャッシュサーバ）からの要求に応じて、あるホスト名に対応するIPアドレスを返す。DNSクライアントはルートサーバからいくつものDNSサーバをたどっていき、最終的なホスト名のIPアドレスを得る（DNSの再帰検索）。

### DNSサーバの役割
具体的な例として、ja.wikipedia.orgというホスト名の IPアドレスを検索することを考えると、再帰検索は、トップレベルドメインをルートサーバに問い合わせることからはじまる。ja.wikipedia.orgというホスト名はwikipedia.orgドメインに属し、またwikipedia.orgドメインはorgドメインに属するため、クライアントは最初にorgドメインのDNSサーバ（ネームサーバ）のIPアドレスを得なければならない。
まず、クライアントは適当なルートサーバをひとつ選ぶ。ここでは A.ROOT-SERVERS.NET（198.41.0.4）とする。現在、ルートサーバに登録されているorgドメインのネームサーバは9つあり、そのうちのひとつはa7.nstld.com（192.5.6.36）である。
つぎにクライアントは、このネームサーバにwikipedia.orgドメインのネームサーバの IPアドレスを問い合わせる。するとそのネームサーバのホスト名はdns34.register.com（216.21.226.87）であることがわかる。
最後に、このネームサーバにja.wikipedia.orgのIPアドレスを問い合わせる。するとこのサーバは最終的な答130.94.122.197を返す。こうして目的とするホスト名のIPアドレスを検索できる。

### 権威サーバとキャッシュサーバ
DNSはデータを分散して保持する多数の権威DNSサーバと、キャッシュサーバからなる。authoritativeネームサーバ（「権威DNSサーバ」、「権威あるDNS」とも）は自らが担当する一定の範囲のドメイン名の名前解決を内部のデータベースを使って行い、その結果のIPアドレスを送り返す。キャッシュDNSサーバは権威DNSサーバの回答結果を一定期間保存して代わりに回答する機能を持ち、権威DNSサーバの負荷を分散する。

## DNS over HTTPS (DoH) / DNS over TLS (DoT)
DNS over HTTPS (DoH)は、リゾルバとのDNSクエリのやり取りをHTTPS上で行うことで、セキュリティとプライバシーを向上させる。これは RFC 8484 で定義され、MIMEタイプとしてapplication/dns-messageを使う。
DNS over TLS(DoT)は、TLSプロトコルを介してリゾルバとのDNSクエリをやり取りする。効果はDoHと同様である。

## 存在意義
DNSは、ほとんどのインターネット利用者が普段意識していない透過的なシステムだが、その役割は非常に重要である。あるドメインを管理しているDNSサーバが停止してしまうと、そのドメイン内のホストを示すURLやメールアドレスの名前解決などができなくなり、ネットワークが利用者とつながっていてもそのドメイン内のサーバ類には事実上アクセスできなくなる。そのため、重要なDNSサーバは二重化されていることが多い。
またDNS偽装を行うと、情報を容易に盗聴・偽装することができてしまう。情報レコードの不正な書き換えを防止するため、コンテンツサーバのマスタ（プライマリ）はインターネット（外部）から隠匿し、インターネットには特定のマスタのコピー（ゾーン転送）を受け取るスレーブ（セカンダリ）を公開するなどの構成を組んで、防衛手段を講じる。

## 関連語句
- DNSサーバ
  - Dynamic Domain Name System（ダイナミックDNS、DDNS）
  - リゾルバ
  - djbdns - DNSサーバ用ソフトウェア。
  - BIND
  - unbound - オープンソースのDNSキャッシュサーバ
  - DNSルートゾーン
  - DNSゾーン転送
  - DNSレコードタイプの一覧
    - MXレコード
    - SRVレコード（英語版）
    - Glue Record

  - DNSBL（DNSブラックリスト）
  - DNSラウンドロビン
  - EDNS0（英語版） (extension mechanisms for DNS version 0)
- ドメイン名
  - トップレベルドメイン (TLD)
  - 国際化ドメイン名
  - Fully Qualified Domain Name（FQDN）
- 地域インターネットレジストリ
  - レジストラ
- TCP/IP
- 名前解決
  - 正引き
  - 逆引き
- ディレクトリ・サービス
- DNS偽装
- 誕生日攻撃
- DNS-Pinning (DNSリバインディング (DNS rebinding) )
- DNS Security Extensions (DNSSEC)
- エニーキャスト

## 関連プロトコル
- STD0013
  - RFC 1034 : DOMAIN NAMES - CONCEPTS AND FACILITIES
  - RFC 1035 : DOMAIN NAMES - IMPLEMENTATION AND SPECIFICATION
- RFC 8310: Usage Profiles for DNS over TLS and DNS over DTLS - TLS（TCPを使用）およびDTLS（UDPを使用）上でDNSメッセージのやり取りを行うプロトコルの規定。セキュリティやプライバシー保護の向上を意図している。
- RFC 8484: DNS Queries over HTTPS - HTTPS上でDNSメッセージのやり取りを行うプロトコルの規定。使用するHTTPのバージョンとしてはHTTP/2が推奨されている。こちらも、セキュリティやプライバシー保護の向上を意図している。
- マルチキャストDNS - mDNS とも表現される
- LLMNR - Link Local Multicast Name Resolution